# Stars on 45 (canción)
«Stars on 45» es un popurrí de canciones publicado en enero de 1981 por el grupo de estudio holandés Stars on 45. En algunos países, incluyendo el Reino Unido, Irlanda y Nueva Zelanda, la banda fue acreditada como Starsound o Las Estrellas del 45 y solo el popurrí en sí se llamó "Stars on 45".

## Información de la canción
El concepto de la canción proviene de un maxi 12" underground llamado "Let's Do It In the 80's" que utilizaba canciones originales de los Beatles, The Buggles, The Archies y un fragmento de "Venus" de Shocking Blue.
En los Países Bajos, Willem van Kooten propietario de los derechos de autor de "Venus", lo escucho y decidió mejoralo. Se puso en contacto con el productor Jaap Eggermont, quien creó una versión licenciada del popurrí usando artistas que sonaban como los originales. Los temas de los Beatles fueron hechos por cantantes holandeses.
Fue un éxito mundial alcanzado el número 1 en varios países como Australia, Canadá, Alemania, Bélgica, España, Irlanda y Suiza entre otros. Alcanzó el número 1 en los Países Bajos el 21 de febrero de 1981 y el número 2 en Reino Unido el 9 de mayo de 1981. En los Estados Unidos llegó al número 1 en el Billboard Hot 100 el 20 de junio de 1981 y también alcanzó el número 11 en la lista Billboard Adult Contemporary.

## Lista de canciones

### sencillo 7"(CNR – 141.708)[2]
Lado A
"Stars on 45" (Medley - 7" Mix) - 4:49
- "Stars on 45" (Eggermont, Duiser - omitted on the US version)
- "Venus" (Van Leeuwen)
- "Sugar, Sugar" (Kim, Barry)
- "No Reply" (Lennon, McCartney)
- "I'll Be Back" (Lennon, McCartney)
- "Drive My Car" (Lennon, McCartney)
- "Do You Want to Know a Secret" (Lennon, McCartney)
- "We Can Work It Out" (Lennon, McCartney)
- "I Should Have Known Better" (Lennon, McCartney)
- "Nowhere Man" (Lennon, McCartney)
- "You're Going to Lose That Girl" (Lennon, McCartney)
- "Stars on 45" (Eggermont, Duiser)

- Incluye referencias musicales no acreditadas a la canción de Sparks "Beat the Clock"

Lado B
"Stars on 45" (Theme - 7" Mix) (Eggermont, Duiser) - 3:30
- Incluye referencias musicales no acreditadas a "Funkytown de "Lipps Inc. y "Video Killed the Radio Star" de The Buggles.
- "Venus" es la canción de 1970 de Shocking Blue, escrita por Robbie van Leeuwen y luego versionada por Tom Jones y Bananarama. Solo el riff de guitarra de apertura se usa en el popurrí. "Sugar, Sugar" fue grabada originalmente por The Archies (escrita por Jeff Barry y Andy Kim). Las siguientes ocho canciones son canciones de los Beatles (escritas por John Lennon y Paul McCartney). Una versión extendida de la introducción y el final de "Stars on 45" se colocó en el reverso del sencillo.

### maxi 12"(CNR – 0930.030)[3]
Lado A
"Stars on 45" (Medley - 12" Mix) - 11:30
- "Stars on 45" (Eggermont, Duiser)
- "Funkytown" (Greenberg)
- "Boogie Nights" (Temperton)
- "Video Killed the Radio Star" (Horn, Downes, Woolley)
- "Venus" (van Leeuwen)
- "Sugar, Sugar" (Kim, Barry)
- "No Reply" (Lennon, McCartney)
- "I'll Be Back" (Lennon, McCartney)
- "Drive My Car" (Lennon, McCartney)
- "Do You Want to Know a Secret" (Lennon, McCartney)
- "We Can Work It Out" (Lennon, McCartney)
- "I Should Have Known Better" (Lennon, McCartney)
- "Nowhere Man" (Lennon, McCartney)
- "You're Going to Lose That Girl" (Lennon, McCartney)
- "Sherry Baby" (Shye & Gizmo)
- "Cathy's Clown" (Everly, Everly)
- "Breaking Up Is Hard to Do" (Sedaka, Greenfield)
- "Only the Lonely" (Orbison, Melson)
- "Lady Bump" (Levay, Kunze)
- "Jimmy Mack" (Holland, Dozier, Holland)
- "Here Comes That Rainy Day Feeling Again" (Cook, Greenaway, Instone)
- "Itsy Bitsy Teenie Weenie Yellow Polka Dot Bikini" (Vance, Pockriss)
- "Stars on 45" (Eggermont, Duiser)

- Incluye referencias musicales no acreditadas a las canciones "Beat the Clock" de Sparks, "I Wanna Get With You" de Ritz, "Take Your Time (Do It Right)" de The S.O.S. Band y “Handsome Man” de Sparkle Tuhran & Friends.

Lado B
Stars on 45" (Theme - 12" Mix) (Eggermont, Duiser) - 6:15
- Incluye referencias musicales no acreditadas a "Funkytown de "Lipps Inc. y "Video Killed the Radio Star" de The Buggles.

## Posicionamiento en listas
| Lista (1981)                                  | Máxima posición |
| --------------------------------------------- | --------------- |
| Alemania (Offizielle Deutsche Charts)         | 1               |
| Australia (Kent Music Report)                 | 1               |
| Austria (Ö3 Austria Top 40)                   | 1               |
| Bélgica (Flandes) (Ultratop 50)               | 1               |
| Canadá (RPM Top Singles)                      | 1               |
| Canadá (RPM Adult Contemporary)               | 1               |
| Dinamarca (IFPI)                              | 1               |
| España (AFYVE)                                | 1               |
| Estados Unidos (Billboard Hot 100)            | 1               |
| Estados Unidos (Billboard Adult Contemporary) | 11              |
| Finlandia (Official Finnish Charts)           | 2               |
| Irlanda (IRMA)                                | 1               |
| Italia (Musica e dischi)                      | 7               |
| Nueva Zelanda (Recorded Music NZ)             | 1               |
| Noruega (VG-lista)                            | 5               |
| Países Bajos (Dutch Top 40)                   | 1               |
| Países Bajos (Mega Single Top 100)            | 1               |
| Reino Unido (Official Charts Company)         | 2               |
| Sudáfrica (Springbok Radio)                   | 10              |
| Suecia (Sverigetopplistan)                    | 7               |
| Suiza (Schweizer Hitparade)                   | 1               |

## Otras versiones

### Stars On 45 Medley II
El éxito del sencillo en Estados Unidos resultó en que Radio Records lanzara apresuradamente un segundo sencillo para el mercado estadounidense. Los últimos cuatro minutos de la versión del álbum Long Play Album del popurrí de los Beatles ("Good Day Sunshine"/"My Sweet Lord"/"Here Comes the Sun"/"While My Guitar Gently Weeps"/"Taxman"/"A Hard Day's Night"/"Things We Said Today"/"If I Fell"/"You Can't Do That"/"Please Please Me"/"I Want to Hold Your Hand"/"Stars on 45") fue lanzado bajo el título "Stars On 45 Medley II". Alcanzó el puesto número 67 en el Billboard Hot 100. Este segundo popurrí de los Beatles no fue lanzado en otra parte del mundo.

### Stars on 45 1989 Remix
En 1989 una selección alternativa de canciones de los Beatles tomadas del popurrí de la versión del álbum Long Play Album fue remezclado y relanzado en una versión de música house en Europa, junto con un nuevo tema de "Stars on 45" llamado "Rock the House". El sencillo fue remezclado y reproducido por Danny van Passel y Rutti Kroese y lanzado en el sello Red Bullet como un sencillo de 7", 12" y CD, todos los formatos respaldados con una versión extendida del tema "Rock the House".